# اندیس آنومالی سرجنگل
آنومالی سرجنگل یک اندیس فلزی است که در حوالی شهر حناء استان کرمان قرار دارد و مادهٔ معدنی موجود در آن، طلا است. سنگ میزبان این اندیس آندزیت، توف آندزیتی، کنگلومرا، داسیت است